# Richard Simon
Pour les articles homonymes, voir Simon.
Ne pas confondre avec le Père Honoré-Richard Simon (mort en 1693), auteur du Grand dictionnaire de la Bible.
Richard Simon, né le 13 mai 1638 à Dieppe où il est mort le 11 avril 1712, est un exégète biblique hébraïsant français.
Longtemps unilatéralement dénoncé et ensuite tout aussi unilatéralement loué, aujourd’hui considéré comme le véritable initiateur de la critique biblique en langue française, père de la critique et génie tutélaire de l'exégèse, la Commission biblique pontificale l’a reconnu comme le « père de l'exégèse moderne », en 1993.

## Biographie

### Un jeune érudit
Richard Simon a reçu sa première éducation au collège que les Oratoriens de Jésus et de Marie avaient fondé dans sa ville natale peu après la fondation de leur ordre. Ses parents n’étant pas en mesure de lui donner les moyens de poursuivre longtemps ses études (son père était forgeron), l’un des prêtres locaux, lui-même oratorien, l’a persuadé d’entrer dans l’ordre, pour lui éviter les dépenses habituellement liées à l’entrée. Mais avant la fin de l’année de son noviciat, il a démissionné, ne pouvant se soumettre à la règle de la maison, selon laquelle les novices devaient mettre de côté leurs études pendant cette période, pour se contenter de lire des livres édifiants et d’entreprendre des exercices spirituels. 
Après les Oratoriens de Dieppe, les Jésuites de Rouen financent sa seconde année de philosophie, celle où l’on étudiait la logique et la morale, avant que la générosité de son ami l’abbé de La Roque (d) ne lui permette d’étudier la théologie à Paris. Alors qu'il terminait ses deux ans de cours de philosophie et ses trois ans de cours de théologie, il tournait déjà son attention vers l'étude de la Bible, étudiant l’hébreu et les langues orientales apparentées, comme le syriaque. Particulièrement attiré par la bibliothèque de la maison des Oratoriens à Paris, après que le recteur, l'abbé Bertad, auquel il donnait une heure de cours par jour, lui eut donné l'autorisation de poursuivre ses études pendant son noviciat, il décida d'y entrer de nouveau, en 1662.
À l’Oratoire, ayant tout loisir de se livrer à l’étude des langues de base de la Bible, des rabbins, des Pères de l’Église, il s’est abstenu de prendre part aux exercices spirituels, qui lui paraissaient une perte de temps. Ceci lui a valu une plainte auprès du supérieur général Senault, dont il a résulté une fouille et une interrogation de la part de ce dernier et de trois assistants. Simon a tellement été indigné de ces méthodes qu’il voulait démissionner pour passer chez les Jésuites, mais le Père Bertad l’a convaincu que c'était encore chez les oratoriens qu’il pourrait jouir le plus de liberté, d’autant plus que le supérieur général s’était retiré très satisfait de compter dans son ordre un intellectuel aux capacités si prometteuses. C'est néanmoins à partir de cet incident que Simon a développé une profonde aversion pour la vie monastique.
À la fin de son noviciat, ne pouvant payer sa pension, il est envoyé au collège de Juilly pour y enseigner la philosophie, jusqu’à ce que, l’année suivante, le bibliothécaire de l’Oratoire soit chargé par le bibliothécaire de préparer le catalogue du riche fonds de manuscrits orientaux du couvent de l'oratoire du Louvre, rue Saint-Honoré, la plupart apportés de Constantinople par l’ambassadeur Harlay de Sancy, dont de nombreux écrits rabbiniques, plusieurs manuscrits de l’Ancien Testament et un beau Pentateuque samaritain. 
Désormais libre de se livrer à ses études favorites, Simon étudie avec le plus grand soin les écrits rabbiniques qui lui ont été confiés, compare les manuscrits de l’Ancien Testament, rassemble leurs différentes lectures et même traduit la Massorah pour son propre usage. Doué d’une excellente mémoire et d’un esprit vif, prompt à saisir, s’occupant également des évangiles, des écrits des Pères de l’Église, surtout du grec, et de beaucoup d’autres, il a amassé de grandes connaissances, qu’il a ensuite exploitées dans ses ouvrages, dont le premier a été Fides Ecclesiae orientalis, seu Gabrielis Metropolitae Philadelphiensis opuscula, cum interpretatione Latina, cum notis, pour démontrer que la croyance de l’Église grecque touchant à l’eucharistie était la même que celle de l’Église catholique.
En 1668, le catalogue du fonds de l’Oratoire de Saint-Honoré achevé, il retourne un temps enseigner la philosophie à Juilly. Ordonné prêtre, en 1670, il est de retour à Paris en 1672, où un savant juif de Pignerol, du nom de Salvador, son ami, venait, le samedi après-midi, lire avec lui des écrits rabbiniques dont il était friand. Ce dernier lui ayant parlé de la condamnation de plusieurs Juifs de Metz par le parlement local, après avoir été injustement accusés d'avoir assassiné un enfant (allégation de « meurtre rituel »). L’un, Raphaël Lévy, avait été condamné à mort par le feu, après avoir été torturé ; Mayer Schoüabb et Gédéon Lévy devaient s’attendre au même verdict, et ils avaient fait appel au conseil royal (1670),. Aussitôt Richard Simon rédige, pour leur défense, le Factum servant de réponse au livre intitulé Abrégé du procès fait aux Juifs de Metz, qui a été imprimé et distribué aux juges et à quelques hommes de haut rang, dans lequel il prouvait la nullité de tous les crimes imaginaires dont les Juifs avaient toujours été accusés,.

### La querelle avec Port-Royal
Peu de temps auparavant, il avait attiré l’hostilité des jansénistes de Port-Royal, qui devait lui valoir tant d’ennuis au cours de sa vie. La doctrine augustinienne de la grâce ne satisfaisait pas son entendement, et les Pères de l’Église grecque, qu'il étudiait avec une affection particulière, ne pouvaient que l’inciter à s’y opposer. Même s’il voulait rester neutre, sa position sur la question étaient plus conforme à celle des jésuites. Aussi, en 1669, à la parution du premier volume de l’ouvrage d’Arnauld et Nicole contre le controversiste et pasteur calviniste Jean Claude, La Perpétuité de la foi de l’Église catholique touchant l’eucharistie, il a noté, à la demande d’un de ses amis, les objections qui pouvaient être soulevées contre les arguments du côté protestant, et les envoya, sous forme de lettre, à Arnauld. Cette lettre, qui devait rester confidentielle, s’étant retrouvée entre de nombreuses mains, un grand tollé s’éleva à son sujet, et Simon a été accusé d’avoir, sous prétexte d’exposer les points faibles de l’ouvrage, pris pour le parti réformé, et dénigré Port-Royal, ce dont il a difficilement réussi à se justifier. Pour ne rien arranger à l’affaire, le Père Bertad avait été remplacé, comme recteur, par l’abbé Seguenot (d), fervent janséniste, qui ne perdait jamais aucune occasion de lui manifester son courroux. Cette dernière circonstance devait motiver sa démission de l’ordre des Oratoriens.
Après avoir suscité l’indignation durable chez les amis et les admirateurs d’Arnauld, il s’attira aussi l’hostilité des bénédictins quand, pour aider son ami oratorien François Verjus, en procès contre les moines de l’abbaye de Fécamp, il a composé un mémorandum, n'épargnant pas les Bénédictins, auxquels il tenait pas plus que ces Messieurs de Port-Royal. C'était une nouvelle pierre d'achoppement pour son ordre car les oratoriens et les mauristes faisaient tous deux front aux jésuites. Enragé par les plaintes des bénédictins, le nouveau général de l’ordre, Abel-Louis de Sainte-Marthe qui, dès son entrée en fonction en 1669, avait écarté de l’Oratoire ceux qui n'étaient pas attachés à l’augustinisme, tout en épargnant Simon, en raison de sa grande érudition, le convoqua et lui reprocha amèrement de préférer s'occuper des ennemis plutôt que des amis de l'Oratoire. De plus, le frère de son ami, François Verjus, étant un éminent Jésuite, l’accusation de jésuitisme a également été portée contre lui.
Grande était l’agitation dans les milieux ecclésiastiques, et l’on envisagea sérieusement d’éloigner Simon, non seulement de Paris, mais même de France. Alors qu’il était très occupé à superviser l’impression de son Histoire critique du Vieux Testament, une proposition de mission à Rome lui a été faite mais, en ayant facilement décelé l’intention, il l’a refusée. Il avait espéré, que, grâce à l’influence du Père de La Chaise, confesseur du roi, et du duc de Montausier, il lui serait permis de dédier l’ouvrage à Louis XIV, mais le roi était alors en Flandre et, en son absence, le livre ne pouvait être édité avant qu’il n’eût accepté la dédicace, même s’il avait passé la censure de la Sorbonne et si le chancelier de l’Oratoire avait donné son autorisation.
L’imprimeur du livre, afin de favoriser la vente, avait fait imprimer séparément les différents chapitres et les avait fait mettre en circulation. Ces éditions partielles, voire probablement une copie du travail entier, avaient fini par tomber entre les mains des défenseurs de Port-Royal. Dans l’intention de nuire à la vente de l’ouvrage, dont on savait dans le milieu des théologiens que Simon avait mis longtemps à le préparer, les Messieurs de Port-Royal avaient entrepris une traduction en français des Prolégomènes à la Bible polyglotte de Brian Walton.

### L’opposition de Bossuet
Pour contrecarrer cette manœuvre, Simon annonce son intention de publier une édition annotée des Prolégomènes, et ajouta à l’Histoire critique une traduction des quatre derniers chapitres de cet ouvrage, qui ne faisait aucunement partie de son plan primitif. Cette annonce de Simon empêcha que parût la traduction projetée, mais ses ennemis n’en étaient que plus irrités. Ils tenaient maintenant l’occasion qu’ils avaient longtemps cherchée. La liberté avec laquelle Simon s’exprimait sur divers sujets, et particulièrement ces chapitres où il déclarait que Moïse ne pouvait pas être l’auteur de bien des passages des Écritures qu’on lui attribuait, avait particulièrement excité les oppositions. On fit appel à Bossuet, à l’époque précepteur du dauphin et très influent ; le chancelier, Michel Le Tellier, apporta son aide ; on obtint un décret du Conseil d’État, et après les intrigues les plus basses, la totalité de l’impression (sauf six exemplaires), c’est-à-dire 1 300 exemplaires, fut saisie par la police et détruite. Nicolas Toinard se joignit à la meute en l’accusant, avec la complicité de ce dernier, avoir plagié une dissertation de l'abbé de Longuerue,.
L’animosité de ses collègues de l’Oratoire grandit alors à un tel point contre Simon qu’ils ne le reconnurent plus comme membre de leur ordre. Rempli d’amertume et de dégoût, Simon se retira en 1679 à la cure de Bolleville en Seine-Maritime, où il avait été récemment nommé par le vicaire général de l’abbaye de Fécamp.
On lui proposa de rééditer l’ouvrage aux Pays-Bas, mais Simon s’y opposa d’abord, dans l’espoir, en opérant des changements dans les parties contestées de surmonter l’opposition de Bossuet qui, tout en l’accusant de favoriser le socinianisme:29, ne pouvait tenir pour partie négligeable sa défense de la tradition contre les protestants, par sa démonstration que l’Écriture seule est une base trop mal assurée pour servir de fondement à la foi. 
Après avoir pris un temps considérable, les négociations avec Bossuet ont fini par échouer:186, et l'Histoire critique sortit en 1685 des presses de Reenier Leers à Rotterdam, portant le nom de Simon sur la page de titre. Une édition imparfaite avait précédemment été éditée à Amsterdam par Daniel Elzevier, fondée sur une copie manuscrite d’un des exemplaires originaux échappé à la destruction, qui avait été envoyé en Angleterre et dont on avait fait par la suite une traduction latine et une traduction anglaise. L’édition de Leers reproduisait cette première édition, avec une nouvelle préface, des notes, et ce qui avait été publié pour et contre l’ouvrage jusqu’à cette date.

## L'œuvre de Richard Simon

### L’Histoire critique du Vieux Testament
La première édition de l'Histoire critique du Vieux Testament, parue en 1678, comprend trois volumes. Le premier traitait des questions de critique biblique à proprement parler, comme le texte de la Bible hébraïque et les changements qu’elle avait subis par la suite jusqu’à l’époque présente, et une discussion sur la question de savoir qui avait écrit les passages attribués à Moïse ainsi que d’autres livres de la Bible. L’auteur expose sa théorie particulière selon laquelle il a existé, pour les événements de chaque période, pendant toute la durée de l’histoire juive, des rapporteurs ou des annalistes, dont les écrits avaient été conservés dans les archives publiques, institution qu’il attribue à Moïse. Le deuxième livre étudiait les principales traductions, anciennes et modernes, de l’Ancien Testament, et le troisième contenait une étude critique des principaux commentateurs.
Ses nombreux adversaires orthodoxes catholiques comme protestants ont nié toute idée de progrès par rapport à des érudits antérieurs comme Sixte de Sienne, qui avait déjà entrepris des compilations importantes, bien que très superficielles, des exégètes, dans sa Bibliotheca sancta ex præcipuis Catholicæ Ecclesiæ auctoribus collecta. L’oratorien Jean Morin ou le protestant Louis Cappel, pouvaient sembler avoir déjà réglé un grand nombre de points importants. Baruch Spinoza lui-même avait déjà développé le plan d’une histoire littéraire de l’Ancien Testament en 1670. La valeur du travail de Simon consiste néanmoins surtout dans le fait qu’il a rassemblé et présenté dans un ensemble les résultats de la critique de l’Ancien Testament. Le mérite propre à ce travail de synthèse méthodique est de mener à terme, avec l’histoire du texte et de ses versions, le travail théologique d’un demi-siècle.
L’Histoire critique a suscité une forte opposition aussi bien au sein de l’Église romaine que chez les protestants, qui voyaient la sérieuse menace pour leur dogme sur l’inerrance biblique que présentaient les doutes suscités par Simon sur l’intégrité du texte hébraïque. Dans Sentimens de quelques théologiens de Hollande, le théologien protestant Jean Le Clerc a encore attaqué les théories de Simon, qui lui a répliqué avec irritation dans sa Réponse aux Sentimens de quelques théologiens de Hollande, sous la signature « Pierre Ambrun » : c’était une constante chez Simon de donner rarement son véritable nom.
La précision de son traitement du Pentateuque a ouvert la voie à de nouvelles problématiques et ainsi préparé positivement une avancée significative du travail théologique. L’esprit scientifique de l’ouvrage (tout aussi pondéré et impartial que vif d’esprit et minutieux) ainsi que l’idée méthodique correcte d’une histoire de l’Ancien Testament.

### Autres travaux

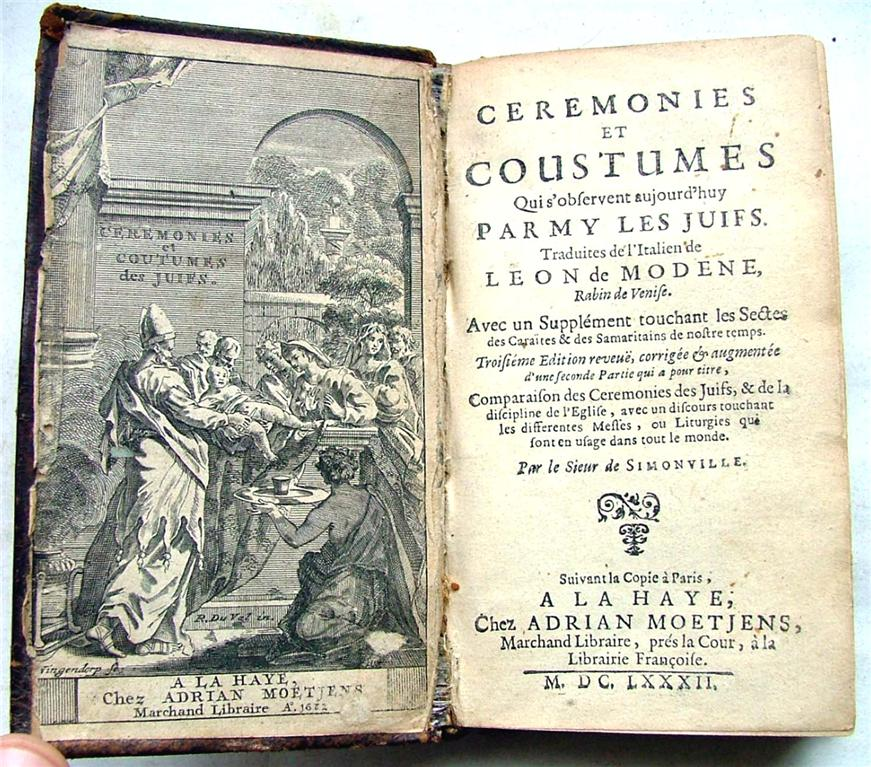
Cérémonies et coutumes parmi les Juifs de Léon de Modène, traduit par Richard Simon (édition de 1682)

Une première traduction de l'ouvrage du rabbin vénitien Léon de Modène intitulée Cérémonies et coutumes qui s'observent aujourd'hui parmi les juifs a paru en 1674.
En 1689, a paru son Histoire critique du texte du Nouveau Testament, dont les trente-trois chapitres discutent l’origine et le caractère des différents livres (l'auteur tient compte des objections formulées à leur sujet par les Juifs et par d’autres), les citations de l’Ancien Testament dans le Nouveau, l’inspiration du Nouveau Testament (il réfute sur ce point l’opinion de Spinoza), le dialecte grec dans lequel les livres sont écrits (il combat cette fois Saumaise), les manuscrits grecs connus à l'époque, en particulier le codex Cantabrigiensis, etc.
En 1690, son Histoire critique des versions du Nouveau Testament, dresse l’historique de la transmission des Septante, en confrontant les Septante avec l'hébreu et les autres versions, ses diverses traductions, aussi bien anciennes que modernes, pour discuter la façon dont beaucoup de passages difficiles du Nouveau Testament y avaient été rendus.
Trois années se sont écoulées avant l’apparition de son ouvrage suivants, l’Histoire critique des principaux commentateurs du Nouveau Testament depuis le commencement du Christianisme jusques a notre temps, en 1693, qui représente une somme dans son travail. Cet énorme ouvrage de plus de 900 pages, qui dépasse en ampleur tout ce qu’il avait publié jusqu’alors, est comme la synthèse de sa méthodologie. Au lieu de se limiter à la technique des commentateurs des Évangiles ou des Épîtres, il a procédé à rien moins qu’une histoire complète de la théologie scripturaire, en entreprenant de résoudre le problème de l’exégèse allégorique en abordant à fond les questions de la grâce et de la prédestination. Il rattache l’exégèse allégorique au gnosticisme et oppose les Pères grecs à Augustin, qui « s’est éloigné des anciens commentateurs, ayant inventé des explications dont on n’avait point entendu parler auparavant » ». 
Le dernier ouvrage de Simon qu’il faut mentionner est ses Nouvelles Observations sur le texte et les versions du Nouveau Testament (Paris, 1695), visant à compléter les trois volumes précédents. La première partie concerne le texte du Nouveau Testament. Après avoir signalé quelques apocryphes, puis évoqué les additions chrétiennes à la version des Septante, il attaque le Grand Arnauld et l’augustinisme, en défendant le manuscrit du théologien protestant Théodore de Bèze, puis en prenant parti pour les jésuites censurés par les facultés de théologie de Douai et de Louvain, établissant un distinguo entre la révélation et l’inspiration.

### Méthodologie
Richard Simon s’est lancé dans une voie toute nouvelle : au lieu de traiter de manière systématique ou critique de toutes sortes de choses liées à la Bible dans le meilleur ordre possible, il a raconté l’histoire de la Bible depuis le début jusqu’à son époque, et tout a été soudainement ramené dans un contexte scientifique. Au lieu d’investigations isolées au service d’une autre science, sa démarche a donné naissance à une branche séparée de la science qui pouvait se produire de façon indépendante et se mouvoir librement de tous côtés. L’histoire de la Bible ne pouvant racontée comme une histoire des faits trouvés dans des documents précis et clairs, celle-ci devait d’abord être déduite en partie de phénomènes divers, d’allusions obscures, de conjectures. Elle exigeait également des investigations critiques, et comme celles-ci ne pouvaient être tenues pour acquises, il fallait conjuguer critique et narration. Telle est la raison pour laquelle Simon donnait le nom d’« histoire critique » à son œuvre. Ce qu’était la Bible à l’origine, quels changements elle a subis, quel sort elle a eu jusqu’à aujourd’hui, telles étaient les questions auxquelles il fallait répondre dans une histoire critique de la Bible. dans la réponse à laquelle toutes les discussions sur le texte, le canon, les traductions, les interprètes apparaissaient dans un lien nécessaire, qui était habituellement présenté individuellement dans les introductions. La démarche purement historique retenue par Simon de séparer l’histoire de l’Ancien de celle du Nouveau Testament, a pour inconvénient de nombreuses répétitions, surtout dans l’histoire des traductions et des interprètes.
Comme controversiste, Simon faisait preuve d’une acrimonie qui ne pouvait qu’aggraver la polémique. Entièrement voué aux choses de l’esprit, dépourvu de toute sentimentalité, il était fermé à tout ce que la religion pouvait avoir de mystique. Doué d’un talent indiscutable pour les sarcasmes et la satire, batailleur infatigable, il a polémiqué contre tous : Port-Royal et les Jansénistes, les Bénédictins, l'Oratoire, la Sorbonne, les Jésuites, Arnauld, Nicole, Bouhours, Martianay, Mabillon, Calmet, Jurieu, Toinard… Ses ennemis lui ont reproché son usage de pseudonymes et la dissimulation du lieu de publication de ses ouvrages, mais Bernus le défend par la nécessité de se garantir des poursuites fréquentes en son siècle. Il a analysé les Pères aussi librement que le reste des exposants, avec une complète insensibilité à l’allégorie et une prédilection raisonnée pour l'exposition littérale et historique du texte. Tout le monde accepte aujourd’hui comme une vérité banale que la critique biblique soit née en France avec Richard Simon et son œuvre magistrale, l’instauratio magna de la théologie biblique.
Son petit-neveu assure qu’il est mort d’une fièvre contractée par suite de l’émotion que lui a causé l’obligation de devoir soustraire une partie de ses écrits aux jésuites en les brûlant. Jean-Chrétien Höfer récuse cette affirmation, écrivant que bien loin d’avoir livré ses papiers aux flammes, il les a légués par testament à la cathédrale de Rouen, et l’on peut en voir la nomenclature dans la Notice des manuscrits de cette église, publiée en 1746, par l’abbé Saas.

## Publications
- Factum servant de réponse au livre intitulé Abrégé du procès fait aux Juifs de Metz, Paris, 1670 (lire en ligne).
- (la) Gabriel Sévèros, Fides ecclesiae orientalis, seu Gabrielis [Severi], metropolitae philadelphiensis, opuscula, nunc primum de Graecis conversa : cum notis uberioribus, quibus nationum orientalium persuasio maxime de rebus eucharisticis, ex libris praesertim manuscriptis, vel nondum Latio donatis, illustratur ; adversus Claudii, Calviniani ritus Carentone ministri, responsum, ad perpetuitatem fidei ecclesiae catholicae... a clarissimo Arnaldo... defensam ; opera et studio Richardi Simonis,... His accesserunt epistolae duae ad Joannem Morinum, quarum una est Leonis Allatii, Abrahami Echellensis, Maronitae, altera, Paris, Daniel Horthemels, 1686, 300 p., in-4º (OCLC 634098079, lire en ligne sur Gallica).
- Histoire critique du Vieux Testament, Paris, Vve Billaine, 1678, 680 p., pièces limin. et table, in-4º (lire en ligne sur Gallica).
- Histoire critique du texte du Nouveau Testament, où l’on établit la vérité des actes sur lesquels la Religion chrétienne est fondée, Rotterdam, 1689, xvi, 430, 24 cm (OCLC 5233703, lire en ligne).
- Histoire critique des principaux commentateurs du Nouveau Testament, depuis le commencement du Christianisme jusques à nôtre tems : avec une dissertation critique sur les principaux actes manuscrits qui ont été citez dans les trois parties de cet ouvrage, Rotterdam, Reinier Leers, 1693, 1056 p., 3 vol. 25cm (lire en ligne).
- Yehudah Aryeh mi-Modena (trad. de l'italien par Richard Simon, edition reveuë, corrigée & augmentée, de la Comparaison des ceremonies des Juifs, & de la discipline de l’Eglise, avec un discours touchant les differentes messes, ou liturgies qui sont en usage dans tout le monde. Épître dédicatoire de l’auteur adressée à Bossuet), Ceremonies et coutumes, qui s’observent aujourd’huy parmy les Juifs : avec un supplément touchant les sectes des Caraïtes & des Samaritains de nôtre temps, Paris, Jean Cochart, 1710, 3e éd., xl-229 ; 216-vi, 2 parties en 1 vol. 12º (OCLC 899238829, lire en ligne).
- Histoire critique des dogmes des chrétiens orientaux, Trévoux, Louis Ganeau, 1711, viii, 228 p., 16 cm (OCLC 45868069, lire en ligne).
- Bibliothèque critique : ou Recueil de diverses pièces pieces critiques, dont la plûpart primées ne font point imprimée, ou ne se trouvent que très-difficilement, Amsterdam, Jean Louis de Lormes, 1708, 4 vol. (OCLC 12088121), t. 1, t. 2, Amsterdam, 1708, t. 3, Amsterdam, 1708, t. 4, Amsterdam, 1710.